# 발테르 벨트로니

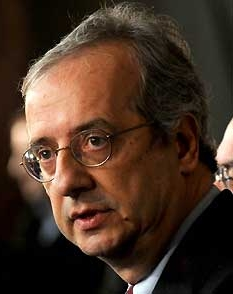
발테르 벨트로니

발테르 벨트로니(이탈리아어: Walter Veltroni, 1955년 7월 3일 ~ , 이탈리아 로마)는 이탈리아의 정치인이다. 소속 정당은 민주당이다.

## 생애
15세 때 이탈리아 청년 공산 동맹에 가입했으며 1976년에 실시된 로마 시 의회 의원 선거에서 이탈리아 공산당 소속으로 출마하여 당선되었다. 1987년에 실시된 이탈리아 총선거에서 하원 의원에 당선되었다.
1991년에는 좌파민주당을 창당했고 1996년 5월 17일부터 1998년 10월 21일까지 이탈리아 문화유산부 장관을 역임했다. 2001년 6월 1일부터 2008년 2월 13일까지 로마 시장을 역임했으며 2007년 10월 14일부터 2009년 2월 21일까지 민주당 서기장을 역임했다.

## 역대 선거 결과
| 선거명      | 직책명    | 대수 | 정당        | 득표율 | 득표수    | 결과 | 당락           |
| ----------- | --------- | ---- | ----------- | ------ | --------- | ---- | -------------- |
| 2001년 선거 | 로마 시장 | 31대 | 올리브나무  | 52.17% | 871,930표 | 1위  | 로마 시장 당선 |
| 2006년 선거 | 로마 시장 | 31대 | 올리브 연합 | 61.42% | 926,932표 | 1위  | 로마 시장 당선 |